# Gijsbert de Leve
Gijsbert de Leve (* 25. August 1926 in Amsterdam; † 19. November 2009) war ein niederländischer Mathematiker, der sich mit stochastischen (Markov) Entscheidungsprozessen befasste und als einer der Gründer von Operations Research in den Niederlanden galt, speziell stochastisches Operations Research.
De Leve erwarb seinen Diplom-Abschluss in Mathematik und Physik 1954 an der Universität Amsterdam und wurde 1965 bei Jan Hemelrijk an der Universität Amsterdam promoviert (Generalized Markovian Processes). Er war auch ein Student von Johannes Runnenburg. 1965 wurde er außerordentlicher Professor 1974 wurde er Professor für Operations Research an der Universität Amsterdam. 1991 wurde er emeritiert.
Er befasste sich insbesondere mit Anwendungen von Operations Research in der Wirtschaft. Mit Jacob Willem Cohen (1923–2000) etablierte er das Gebiet stochastisches Operations Research in den Niederlanden.
Zu seinen Doktoranden gehören Jan Karel Lenstra (* 1947), ehemaliger Direktor des CWI, Awi Federgruen (Columbia University) und Henk Tijms (Universität Amsterdam).

## Schriften
- Generalized Markovian Decision Processes, 2 Bände, Amsterdam, Mathematisch Centrum 1964
- mit J. C. van Dalen: Inleiding in de besliskunde, Mathematisch Centrum 1970
- Oriënterende cursus mathematische besliskunde, Mathematisch Centrum 1962
- mit Awi Federgruen, Hendrik C. Tijms: A general Markov decision method I: model and techniques, Advances in Applied Probability, 1977, S. 296–315.